# Rywaroksaban
Rywaroksaban (łac. rivaroxabanum) – wielofunkcyjny organiczny związek chemiczny, lek przeciwzakrzepowy, bezpośredni i odwracalny inhibitor czynnika Xa, stosowany w zapobieganiu zakrzepom u pacjentów z grup wysokiego ryzyka.

## Mechanizm działania
Rywaroksaban jest bezpośrednim i odwracalnym inhibitorem czynnika Xa i nie wymaga antytrombiny dla działania przeciwzakrzepowego. Poprzez zahamowanie czynnika Xa zapobiega wytwarzaniu trombiny i poprzez to powstawiania skrzepu.

## Zastosowanie

### Unia Europejska
- zapobieganie zdarzeniom zakrzepowym na podłożu miażdżycowym u dorosłych pacjentów po ostrym zespole wieńcowym z podwyższonymi biomarkerami sercowymi[5]
- zapobieganie żylnej chorobie zakrzepowo-zatorowej u dorosłych pacjentów po przebytej planowej endoprotezoplastyce stawu biodrowego lub kolanowego[5]
- zapobieganie udarom mózgu i zatorowości obwodowej u dorosłych pacjentów z migotaniem przedsionków niezwiązanym z wadą zastawkową z jednym lub kilkoma czynnikami ryzyka, takimi jak zastoinowa niewydolność serca, nadciśnienie tętnicze, wiek ≥ 75 lat, cukrzyca, udar lub przemijający napad niedokrwienny w wywiadzie[5]
- leczenie zakrzepicy żył głębokich oraz zatorowości płucnej u dorosłych[5]
- zapobieganie zakrzepicy żył głębokich oraz zatorowości płucnej u dorosłych[5]

### Stany Zjednoczone
- zmniejszenie ryzyka wystąpienia udaru mózgu i zatorowości systemowej u pacjentów z migotaniem przedsionków niezwiązanym z wadą zastawkową[6]
- leczenie zakrzepicy żył głębokich oraz zatorowości płucnej[6]
- zmniejszenie ryzyka nawrotu zakrzepicy żył głębokich oraz zatorowości płucnej[6]
- zapobieganie zakrzepicy żył głębokich mogącej prowadzić do zatorowości płucnej u pacjentów po przebytej endoprotezoplastyce stawu biodrowego lub kolanowego[6]

Rywaroksaban znajduje się na wzorcowej liście podstawowych leków Światowej Organizacji Zdrowia (WHO Model Lists of Essential Medicines) (2019).
Rywaroksaban jest dopuszczony do obrotu w Polsce (2020).

## Działania niepożądane
Rywaroksaban może powodować następujące działania niepożądane u ponad 1% pacjentów: niedokrwistość, zawroty głowy, ból głowy, krwotok oczny (w tym krwotok podspojówkowy), niedociśnienie tętnicze, krwiak, krwawienie z nosa, krwioplucie, krwawienie z przewodu pokarmowego, ból brzucha, dyspepsja, nudności, zaparcie, biegunka, wymioty, świąd, wysypka, krwiomocz, nadmierna menstruacja, zaburzenie czynności nerek, gorączka, zmęczenie, astenia, krwotok po zabiegu medycznym oraz zwiększenie aktywności aminotransferazy asparaginianowej oraz aminotransferazy alaninowej i poziomu kreatyniny oraz mocznika w osoczu. 

## Dawkowanie
Zalecane dawkowanie rywaroksabanu:
- w zapobieganiu zdarzeniom zakrzepowych na podłożu miażdżycowym u dorosłych pacjentów po ostrym zespole wieńcowym z podwyższonymi biomarkerami sercowymi – dwa razy dziennie po 2,5 mg,
- w zapobieganiu żylnej chorobie zakrzepowo-zatorowej u dorosłych pacjentów po przebytej planowej endoprotezoplastyce stawu biodrowego – 10 mg przez 5 tygodni (początkową dawkę należy przyjąć w ciągu 6 do 10 godzin od zakończenia zabiegu chirurgicznego, pod warunkiem utrzymanej hemostazy),
- w zapobieganiu żylnej chorobie zakrzepowo-zatorowej u dorosłych pacjentów po przebytej planowej endoprotezoplastyce stawu kolanowego – 10 mg przez 2 tygodnie (początkową dawkę należy przyjąć w ciągu 6 do 10 godzin od zakończenia zabiegu chirurgicznego, pod warunkiem utrzymanej hemostazy),
- w zapobieganiu udarom mózgu i zatorowości obwodowej u dorosłych pacjentów z migotaniem przedsionków niezwiązanym z wadą zastawkową z jednym lub kilkoma czynnikami ryzyka, takimi jak zastoinowa niewydolność serca, nadciśnienie tętnicze, wiek ≥ 75 lat, cukrzyca, udar lub przemijający napad niedokrwienny w wywiadzie  – 20 mg jeden raz na dobę,
- w leczeniu zakrzepicy żył głębokich oraz zatorowości płucnej – dwa razy dziennie po 15 mg przez pierwsze trzy tygodnie a następnie 20 mg jeden raz dziennie,
- w zapobieganiu zakrzepicy żył głębokich oraz zatorowości płucnej – 20 mg jeden raz dziennie, w przedłużonej profilaktyce powyżej 6 miesięcy 10 mg jeden raz dziennie, natomiast u pacjentów z wysokim ryzykiem 20 mg jeden raz dziennie.